# ان‌جی‌سی ۳۷۱
ان‌جی‌سی ۳۷۱ (انگلیسی: NGC 371) یک خوشه باز در فاصله ۲۰۰۰۰۰ سال نوری از زمین واقع در ابر ماژلانی کوچک و در صورت فلکی توکان است. این خوشه در ۱ اوت ۱۸۲۶ توسط ستاره شناس اسکاتلندی جیمز دانلوپ کشف شد.